# Is Love Everything?

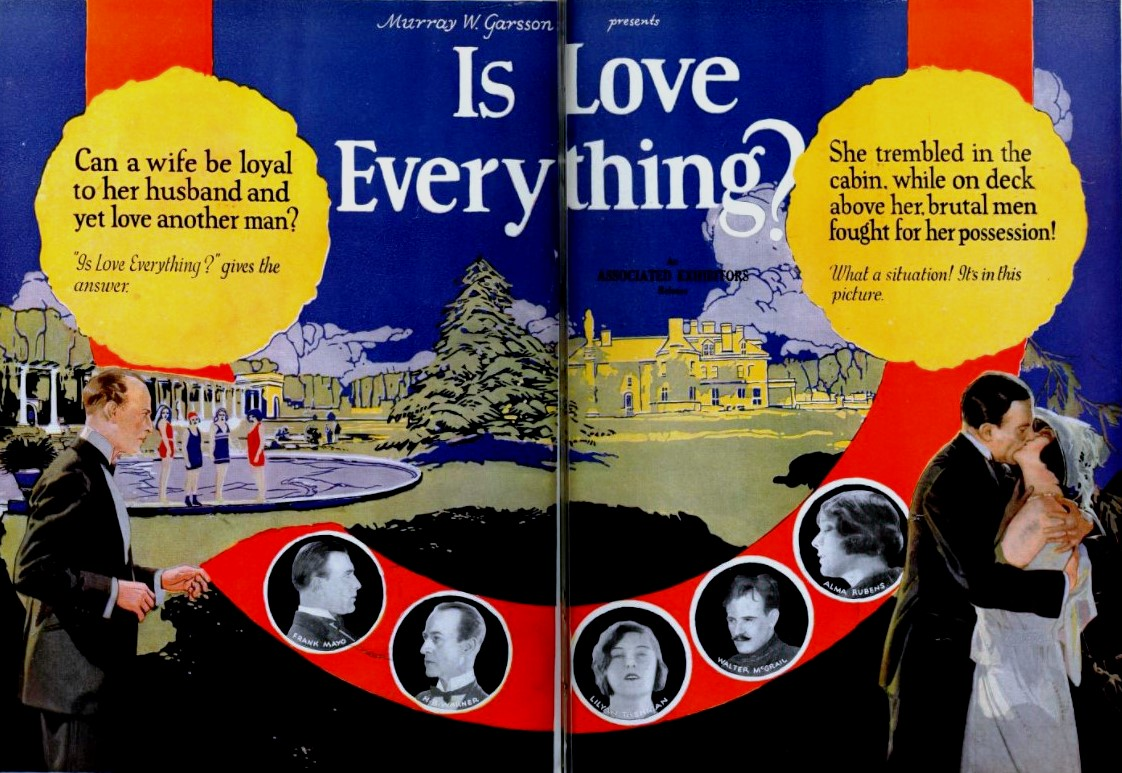
Annonce pour le film dans le magazine Film Daily.

Is Love Everything? est un film américain réalisé par Christy Cabanne et sorti en 1924.

## Fiche technique
- Réalisation : Christy Cabanne
- Scénario : Christy Cabanne, Raymond S. Harris
- Producteur : Murray W. Garsson
- Photographie : Walter Arthur, Philip Armand
- Montage : William B. Laub
- Production : Garsson Enterprises
- Distributeur : Associated Exhibitors
- Durée : 6 bobines
- Date de sortie :
  - États-Unis : 30 novembre 1924

## Distribution

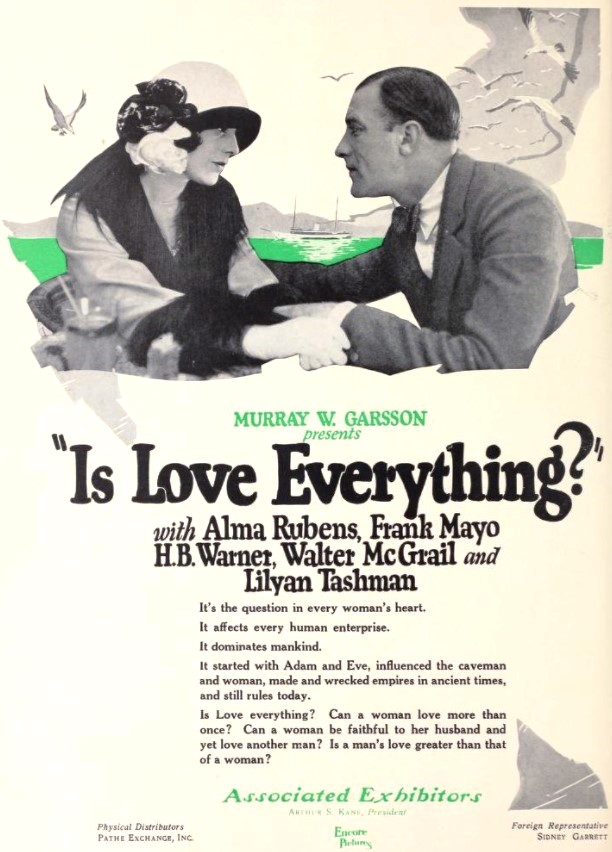
Annonce pour le film, avec Frank Mayo et Alma Rubens.

- Alma Rubens : Virginia Carter
- Frank Mayo : Robert Whitney
- H. B. Warner : Jordan Southwick
- Walter McGrail : Boyd Carter
- Lilyan Tashman : Edythe Stanley
- Marie Schaefer : Mrs. Carter
- Irene Howley : Mrs. Rowland